# Túpac Amaru II
Túpac Amaru II, född José Gabriel Condorcanqui 19 mars 1738 i Surimana i Cusco-regionen, död 18 maj 1781 i Cusco, var ledare för ett uppror 1780 bland de peruanska bönderna emot spanjorerna i det koloniala Peru. Fast upproret misslyckades blev han senare en mytisk gestalt i den peruanska kampen för självständighet och indianernas medborgarrättsrörelser och en inspiration för många i Peru. 

## Biografi
Den sista inkaledaren Túpac Amarus sonsonson José Gabriel Condorcanqui föddes i Surimana i Cusco-regionen, och fick en jesuitisk utbildning vid San Francisco de Borja-skolan i Cusco. År 1760 gifte han sig med Micaela Bastidas Puyucahua.
Condorcanqui ärvde ledarskapet som cacique i Tungasuca och Pampamarca från sin äldre bror, som styrde på uppdrag från den spanske guvernören. Men Condorcanqui sympatiserade med böndernas svåra situation och bad i en petition den spanske guvernören att förbättra villkoren i textilfabrikerna, gruvorna och i byarna. När han inte lyckades med detta, tog han sin farfars fars inka-namn, klädde sig i indianska kläder och organiserade ett uppror. Han tillfångatog guvernören Antonio de Arriaga i Tinta och dödade honom 1780.
Túpac Amaru II:s uppror var den första stora revolten mot de spanska kolonisterna på 200 år. Den slogs ner och han togs tillfånga. Han dömdes att bevittna avrättningen av sin hustru, sin äldste son Hipólito, farbrodern Francisco, svågern Antonio Bastidas, och några av sina kaptener före sin egen död. Han dömdes till tortyr och att dödas genom att dränkas och därefter slitas sönder mellan fyra hästar på stora torget i Cusco, på samma plats som hans farfars far hade halshuggits.
När revolten fortsatte avrättade spanjorerna resten av hans familj, utom hans elvaårige son Fernando, som hade dömts att avrättas tillsammans med honom, men i stället sattes i spanskt fängelse för resten av sitt liv. Det är inte känt om några medlemmar av inkans kungliga familj överlevde denna sista utrensning. Vid samma tid förbjöds inkaindianernas sätt att klä sig och deras kulturella traditioner, och självidentifikationen som "Inka" förbjöds, tillsammans med andra mått och steg för att omvandla befolkningen till spansk kultur och under dess styrelse.
Revolten tog inte slut förrän de spanska myndigheterna utfärdat en allmän amnesti mot upprorsmännen.

## Eftermäle och i kulturen
- Túpac Amaru's porträtt fanns på 500 Inti-sedlarna i Peru i mitten av 1980-talet.
- Under Juan Velasco Alvarados revolutionsregering (1968-1980), utsågs Túpac Amaru av den peruanska militären till en symbolisk representant för idealen bakom den "Peruanska revolutionen'.
- Den revolutionära rörelsen Movimiento Revolucionario Túpac Amaru är en peruansk marxist-leninistisk upprorsgrupp, som blev känd för sin inblandning i gisslantagandet på den japanska ambassaden i Lima.